# 小行星19442
小行星19442（19442 Brianrice）是一颗绕太阳运转的小行星，为主小行星带小行星。该小行星于1998年3月31日发现。

## 轨道参数
小行星19442的轨道半长轴为2.7388895 UA，离心率为0.088。